# Ricerca del futuro
Ricerca del futuro (Quest for the Future) è un romanzo di fantascienza del 1970 dello scrittore canadese, naturalizzato statunitense A. E. van Vogt.
È la storia di un insegnante del XX secolo che viene coinvolto nelle attività di un gruppo di viaggiatori nel tempo.

## Storia editoriale
Il romanzo, come altri dell'autore, è un adattamento di tre storie scritte in precedenza, autonome le une dalle altre, tutte pubblicate per la prima volta su Astounding Science Fiction:

### Racconti

#### Film Library
Racconto pubblicato per la prima volta nel luglio 1946, è diventato il prologo, l'epilogo e i capitoli da 1 a 3 del romanzo. 
Narra di un proiettore cinematografico che mostra filmati di strane invenzioni e sequenze sul pianeta Venere che sembrano provenire dal futuro, l'insegnante che ha noleggiato le pellicole indaga per capire come siano state misteriosamente sostituite.

#### The Search
Racconto pubblicato per la prima volta nel gennaio 1943, è diventato la parte del romanzo che inizia attorno al capitolo 4. 
È la storia di un venditore a domicilio che, dopo essersi risvegliato in ospedale senza ricordare cosa gli sia successo nelle due settimane precedenti, torna nei luoghi che ha visitato per ricostruire gli eventi, alcune delle persone che incontra sono viaggiatori del tempo.
La traduzione in italiano di F. Jachino, intitolata Otto giorni prima è stata pubblicata dalla Ponzoni Editore, in appendice al romanzo Piano di conquista di Peter Randa, il 15 marzo 1962 nel volume n. 95 della collana I Romanzi del Cosmo e di nuovo nel 1965 nel volume n. 47 della collana Cosmo, I capolavori della fantascienza. Una traduzione di Sandro Pergameno intitolata La ricerca è stata pubblicata nel 1979 dalla Editrice Nord nel volume n. 40 della collana Cosmo Oro, intitolato Destinazione Universo.

#### Far Centaurus
Racconto breve pubblicato per la prima volta nel gennaio 1944, è diventato la parte del romanzo che inizia attorno al capitolo 12.
Narra di un'astronave che parte per Alfa Centauri, un viaggio lungo 500 anni, si tratta di una nave dormitorio il cui equipaggio è in ibernazione con brevi periodi di veglia; quando arrivano scoprono che il viaggio a velocità superiore alla luce ha ridotto il tempo di viaggio dalla Terra ad Alpha a tre ore e che l'intero sistema Alpha è stato colonizzato dalla Terra..
La traduzione in italiano di F. Jachino, intitolata Alpha del Centauro, è stata pubblicata dalla Ponzoni Editore in appendice al romanzo Il dio galattico di F. Richard-Bessiere, il 15 dicembre 1961 nel volume n. 89 della collana I Romanzi del Cosmo e di nuovo nel 1965 volume n. 44 della collana Cosmo, I capolavori della fantascienza. Una traduzione di Sandro Pergameno intitolata Verso Centauro è stata pubblicata nel 1979 dalla Editrice Nord nel volume n. 40 della collana Cosmo Oro, intitolato Destinazione Universo. La traduzione in italiano di Giampaolo Cossato e Sandro Sandrelli intitolata Laggiù, lontano, al Centauro, è stata inserita nell'antologia Le grandi storie della fantascienza 6, pubblicata nel novembre 1982 dalla SIAD Edizioni nella collana Le grandi storie della fantascienza, nel giugno 1991 dalla Bompiani nel volume n. 184 della collana I Grandi Tascabili Bompiani e nel luglio 2006 dalla RCS Periodici nella collana Le Grandi Storie della Fantascienza. Edizione Speciale per Newton. La traduzione in italiano di Fabio Feminò, intitolata Destinazione Centauro è stata pubblicata dalla Mondadori Editore nel 2003, nel volume n. 1480 della collana Urania nell'antologia I grandi maestri della fantascienza 3. Seconda parte.

### Romanzo
In seguito van Vogt ha rielaborato i tre testi per collegarli in una vicenda coesa, una procedura che egli stesso ha chiamato fix-up, ricavandone il romanzo Quest for the Future, pubblicato dalla Ace Books nel 1970.
La traduzione in italiano di Ugo Malaguti è stata pubblicata dalla Libra Editrice nel 1972 nel volume n. 12 della collana Slan. Il meglio della fantascienza e nel 1987 dalla Garden Editoriale, nel n. 8 della collana Solaris Fantascienza.

## Trama
Il protagonista del romanzo è Peter Caxton un insegnante di fisica che, come nel racconto Film Library, noleggia film didattici per la sua scuola, ma le pellicole proiettate invece del contenuto previsto mostrano strane invenzioni e scene sul pianeta Venere che sembrano provenire dal futuro.
Caxton indaga per capire cosa sia successo e porta a casa per esaminarlo il proiettore cinematografico che sembra trasformare le pellicole.
In seguito Caxton si sveglia in ospedale privo di memoria, come il venditore a domicilio affetto da amnesia del racconto The Search, per scoprire cosa è successo egli torna nel suo territorio di vendita e incontra due viaggiatori nel tempo: Selanie, che vende gadget provenienti dal futuro e suo padre Claudan Johns, inoltre trova il loro camper che contiene i gadget.
Viene trasportato nell'anno 2083 da un viaggiatore nel tempo rivale.
Lì vede le invenzioni dei film che ha noleggiato ed esplora un enorme edificio; dopo aver dormito si sveglia accanto a una versione più vecchia di Selanie, con la quale sembra essere sposato.
Incontra Price, il quale spiega che l'edificio è il Palazzo dell'Immortalità, scoperto da Claudan Johns e che viene utilizzato per viaggiare nel tempo; alcuni individui, conosciuti come Possessori, possono viaggiatori nel tempo senza passare per il Palazzo.
Price rimanda Caxton al suo tempo di provenienza.
Nel tentativo di tornare nel 2083 Caxton si unisce a una spedizione diretta verso la vicina stella Alpha Centauri, come nel racconto Far Centaurus.
La sua intenzione è quella di far girare l'astronave durante un intervallo di veglia tra i periodi di ibernazione e tornare così sulla Terra al momento giusto ma quando si sveglia, dopo 50 anni, scopre che non è possibile mettere in pratica il suo piano.
All'arrivo su Alpha Centauri, l'equipaggio viene accolto da una civiltà avanzata proveniente dalla Terra che può compiere il viaggio in tre ore e li aspetta da tempo.
Viaggiano dappertutto su Alpha Centauri e sulla Terra.
Caxton, ancora interessato al suo vecchio territorio di vendita, incontra Kameel Bustaman, che è un Possessore e lo rimanda indietro nel XX secolo.
I possessori Johns e Bustaman, e il possessore Daniel Magoelson che diventerà importante in seguito, stanno cercando di aumentare la loro capacità di viaggiare nel tempo, mentre imparano a gestire i mondi di probabilità e le pieghe temporali. Coinvolto in questa attività, Caxton si sposta ancora nel tempo e la storia diventa sempre più complessa.
Caxton viaggia con Selanie e Johns nel loro camper, nel Nord America del 1650, per un periodo durante il quale Johns discute dei viaggi nel tempo.
Le qualità speciali del proiettore cinematografico sono state create da Johns e Magoelson, con l'intento di provocare uno squilibrio in una piega temporale, ma il tentativo è stato inaspettatamente influenzato dalla presenza di Bustaman che, in quel momento inconsapevole di essere un Possessore, guardava il film, e rovinato dallo smantellamento del proiettore da parte di Caxton.
Durante il viaggio nel tempo vengono create due versioni di Caxton e di Selanie; alla fine, queste versioni si fondono e Selanie, risolvendo la loro relazione, dice: "Io non posso sposarti, perché la Selanie con la quale mi sono fusa, è già sposata con te, non ricordi?"